# Eleutherodactylus angustidigitorum
Espèce
Synonymes
- Tomodactylus angustidigitorum Taylor, 1940

Statut de conservation UICN

 VU B1ab(iii) : Vulnérable
Eleutherodactylus angustidigitorum est une espèce d'amphibiens de la famille des Eleutherodactylidae.

## Répartition
Cette espèce est endémique du Mexique. Elle se rencontre dans les États de Mexico, du Michoacán et du Jalisco vers 1 500 m d'altitude.

## Description
L'holotype mesure 24,2 mm.

## Publication originale
- Taylor, 1940 : Herpetological Miscellany No I. The University of Kansas science bulletin, vol. 26, no 15, p. 489-571 (texte intégral).